# St. Petrus in Ketten (Brebersdorf)

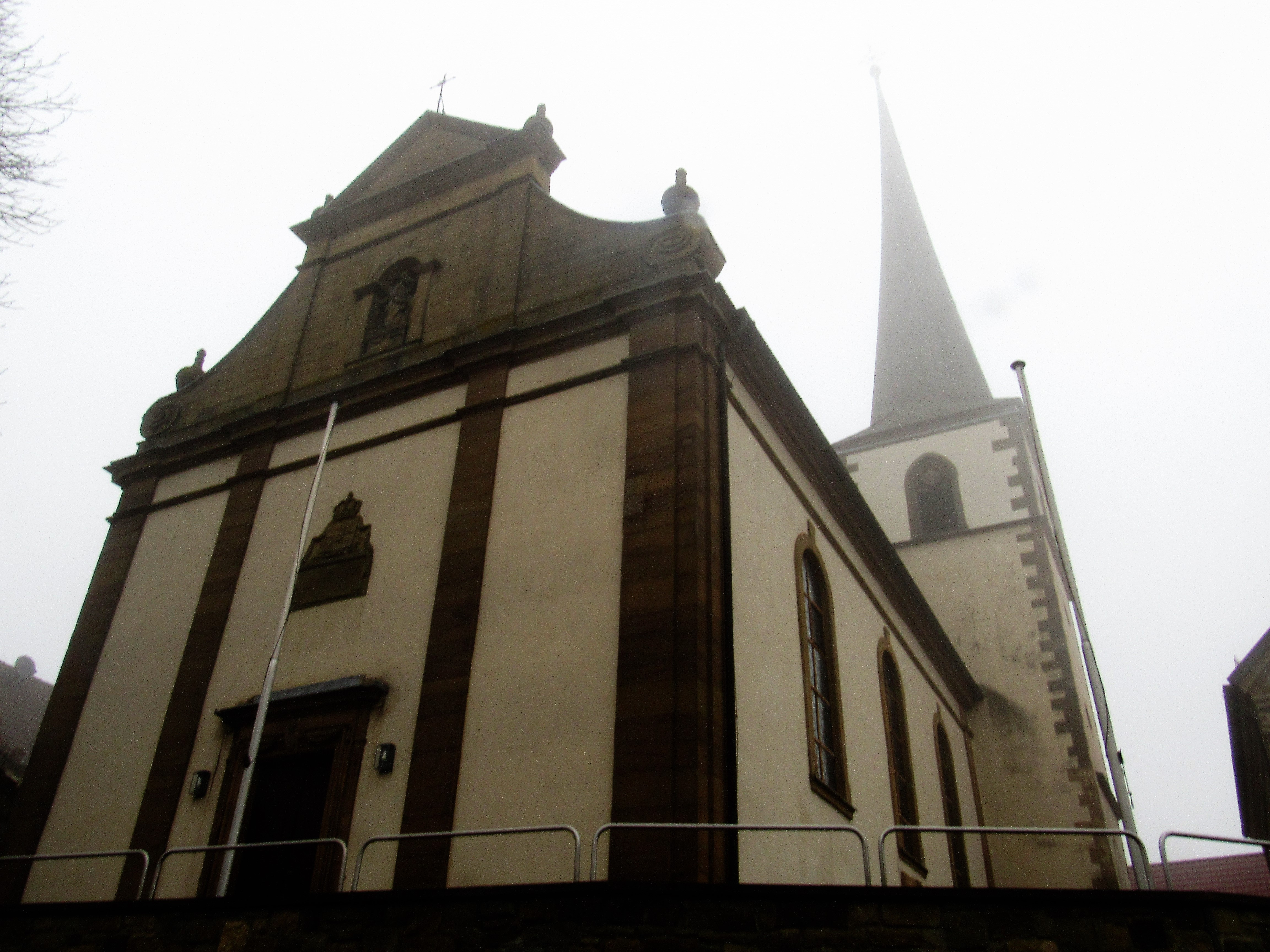
Die Kirche von Brebersdorf

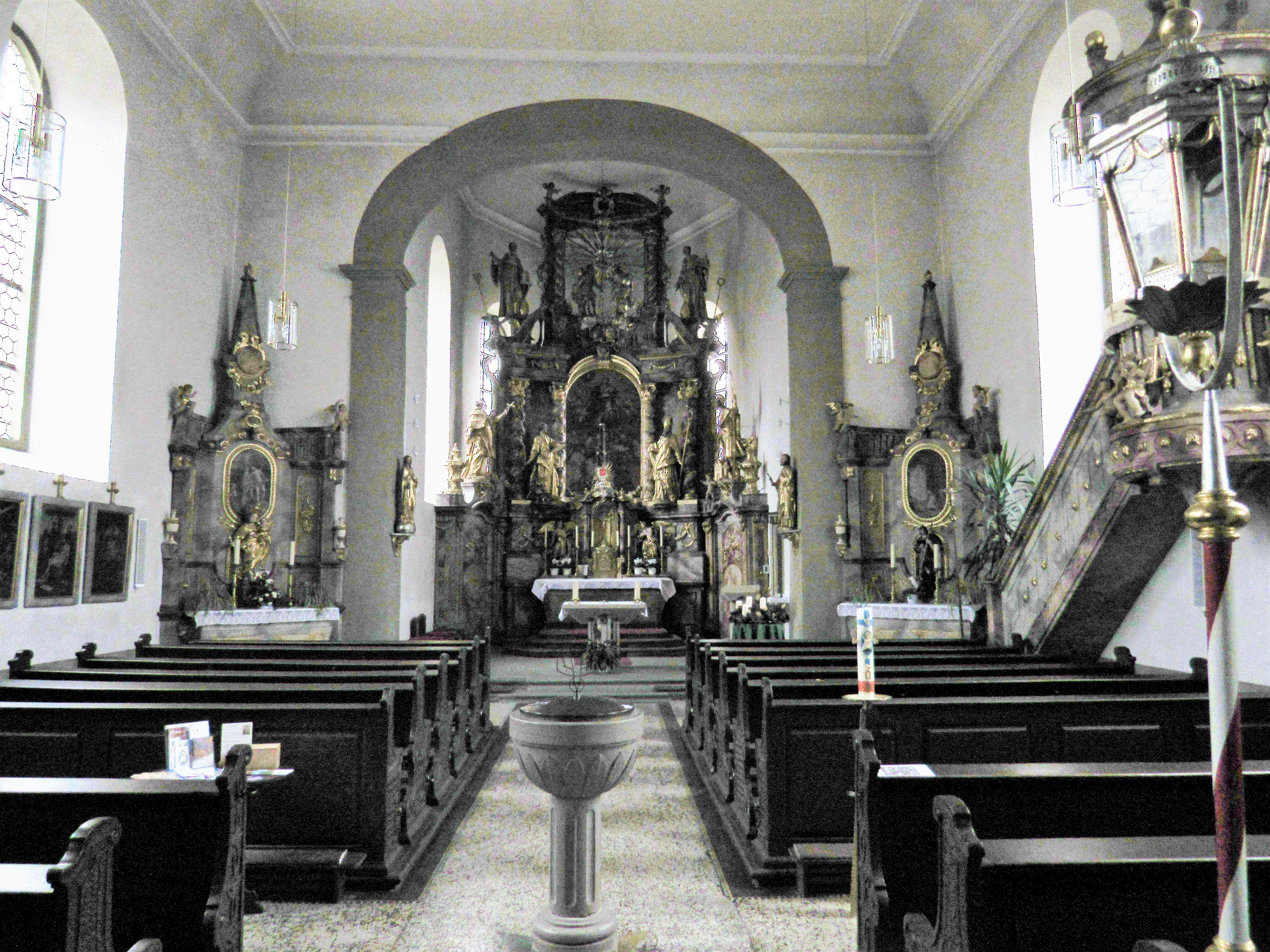
Inneres der Kirche

Die römisch-katholische Kirche St. Petrus in Ketten ist die Pfarrkirche von Brebersdorf, einem Ortsteil von Wasserlosen   im unterfränkischen Landkreis Schweinfurt. Sie gehört zu den Baudenkmälern von Wasserlosen und ist unter der Nr. D-6-78-192-6 in der Bayerischen Denkmalliste registriert.

## Geschichte
Der Würzburger Fürstbischof Rudolf von Scherenberg erhob Brebersdorf im Jahr 1479 zur Pfarrei. Julius Echter von Mespelbrunn, einer seiner Nachfolger, ließ um das Jahr 1610 herum den Turm mit dem typischen Spitzdach errichten. Das Langhaus wurde in den Jahren 1807 bis 1808 im Auftrag des Großherzogs Ferdinand von der Toskana durch Anton Wüst erbaut. Der Name des Auftraggebers ist in der Inschrift über dem Westportal festgehalten.

## Beschreibung
Der barocke Hochaltar, vermutlich geschaffen durch den Bildhauer Johann Emes aus Kitzingen, stammt aus der säkularisierten  Klosterkirche Himmelspforten. Er wurde um das Jahr 1775 mit zwei seitlichen Durchgängen versehen. In der Mitte befindet sich ein Gemälde der Aufnahme Mariä in den Himmel. Die zugehörigen Seitenaltäre befinden sich in Wasserlosen, die Kanzel in Schnackenwerth. Die Seitenaltäre und die Kanzel der Brebersdorfer Kirche sind Werke des Schreiners Balthasar Sachs aus Sulzthal in den Jahren 1809 und 1810. Die Seitenaltäre mit Figuren des heiligen Wendelin (?) auf der rechten und der Muttergottes auf der linken Seite sollen nach dem Vorbild derjenigen in der Kirche Mariä Himmelfahrt in Sulzthal entstanden sein. An der Kanzel sind drei Engel als Putten zu sehen.